# 形態形成
形態形成（けいたいけいせい、英: Morphogenesis）は、生物の形態が形成される過程である。これは細胞の成長と分化と並ぶ、発生生物学の基礎的な三つの見方の一つに挙げられる。

## 概説
形態形成は組織、器官、生物全体の形と様々に特殊化した細胞形式の配置に関連する事項を扱う。細胞の成長と分化は細胞培養やガン細胞でも起こりえるものであるが、そこでは普通の生物で見られる正常な形態形成は見られない。胚発生の期間においては、細胞の空間的配置の組織化が調節され、それによって組織、器官の特徴的な形態が、そして全体的な解剖学的形態が作られる。形態形成の研究は、その過程を理解しようとする試みである。ヒトの胚では、胞胚の段階では殆ど同じ細胞の集まりであるが、原腸の形成後には組織と器官が構成される様になるが、これは遺伝的な「プログラム」によって調節され、さらに環境要因により変わり得るものである。
なおmorphogenesis（形態形成）という用語は胚の段階を持たない単細胞生物の発達や分類群での体の構造の進化に関しても使われる。
形態形成の反応はおそらくホルモンによって、そして同様に他の生物により生産された物質から有毒化学物質に及ぶ環境的化学物質または汚染物質として放たれた放射性核種によって生物へ誘発されうる。

## 歴史
最初期の、どの様に物理学的及び数学的な過程と束縛が生物学的な成長へ影響を及ぼすかの考察のいくつかがダーシー・トムソン（D'Arcy Wentworth Thompson）とアラン・チューリング（Alan Turing）によって書かれている。それらの研究は化学的信号と、拡散、賦活、非活性化の様な物理化学的過程の存在を細胞と生物の成長において仮定していた。実際の生物に関する機構の完全なる理解をするにはDNAの発見と分子生物学と生化学の発展が必要であった。

## 分子の基礎
形態形成期においてとりわけ重要な分子がいくつかある。モルフォゲンは可溶性の分子であり、拡散して、細胞分化を濃度に応じて決定する信号を伝達する。通常は特定のタンパク質受容体への結合を通じて働くものである。形態形成に関与する分子で重要なものは転写因子タンパク質であり、DNAとの相互作用によって細胞の運命を決定する。転写因子は主要調節遺伝子によってコード化され、他の遺伝子の転写を活性化したり不活性化したりする。こうして生じた二次的遺伝子は、制御カスケード内のさらに別の遺伝子の発現を調整することもある。形態発生に関わる分子として、細胞接着を制御する分子も挙げられる。例えば、原腸胚形成期では、幹細胞の凝集塊が細胞間の接着を無効化して遊走性となり、胚内で新たな場所を占めて特定の細胞接着タンパク質を活性化し、新たに組織や器官を作る。形態形成におけるモルフォゲンや転写因子、細胞接着分子の役割を、具体例を挙げつつ以下に詳しく述べる。

## ショウジョウバエの前後軸パターン成立
ショウジョウバエの形態形成は卵母細胞の非対称性の構成に始まり、胚軸に沿ったパターン形成へ進行する。ショウジョウバエの発生については特に詳しく研究がなされており、昆虫という一つの大きな分類を代表するものである。他の多細胞生物もしばしば軸形成へ類似の機構を使うが、しかしながら相対的な、多くの発生中の生物の最初期の細胞の間のシグナル伝達の重要さはここに書いた例よりも大きい。

### 母性効果遺伝子

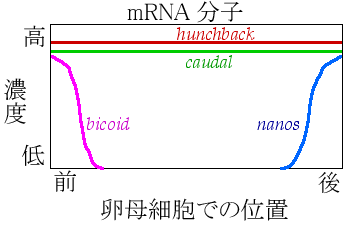
mRNAの分布

ショウジョウバエの卵母細胞は極性化されている。ハエの前後軸は卵母細胞で明確に局在したmRNA分子により決定される。それらのmRNAをコードする遺伝子は母性効果遺伝子（maternal effect genes）と呼ばれる。それらは受精卵の発達へ根深い影響を与えるが、母体の卵巣内の細胞で発現されたものである。bicoidとhunchbackはショウジョウバエ胚の前部（頭と胸）のパターンに最重要な母性効果遺伝子である。nanosとcaudalは胚の後部の腹部のパターンへ重要な母性効果遺伝子である。
微小管の様な細胞骨格が卵母細胞内で極性化し、細胞の特定の部位へmRNA分子を局在できるようにしている。母体で合成されたbicoidのmRNAは微小管に付いて形成中のショウジョウバエ卵の前端に集められる。nanosのmRNAもまた細胞骨格に付くが卵の後部へ集中する。hunchbackとcaudalのmRNAは特別な局在のシステムはなく卵細胞内部に均一に広がる。

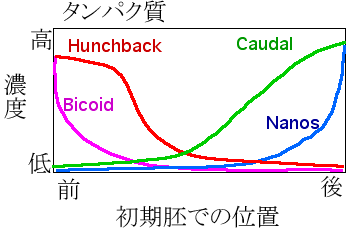
タンパク質分布

母性効果遺伝子のmRNAがタンパク質へ翻訳される時Bicoidタンパク質は卵の前端に濃度勾配を作る。Nanosタンパク質は後端に濃度勾配を作る。Bicoidタンパク質はcaudalのmRNAをブロックし、そうしてCaudalタンパク質は細胞後部でだけ作られる。Nanosタンパク質はhunchbackのmRNAに結合してショウジョウバエ胚後部でのその翻訳をブロックする。
Bicoid、Hunchback及びCaudalタンパク質は転写因子である。BicoidはDNAとnanos mRNAの両方と結合するDNA結合ホメオドメインを持つ。BicoidはcaudalのmRNAの3' 非翻訳領域にある特定のRNA配列と結合する。
初期胚でのHunchbackタンパク質の量は新しいhunchback遺伝子転写及び接合子性に生産されたmRNAの結果による転写により増大する。ショウジョウバエの初期胚発生の間に細胞分裂のない核分裂が起きる。多くの核が細胞の外周へ作られる。それらの核での遺伝子発現はBicoid、Hunchback及びCaudalのタンパク質により調節される。例えば、Bicoidはhunchback遺伝子転写の活性化因子として作用する。

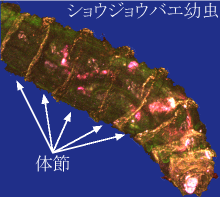
分節化

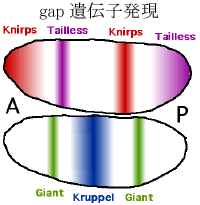
ギャップ遺伝子

### Gap遺伝子
Bicoid、Hunchback、Caudalタンパク質濃度勾配の他の重要な機能は他の接合子性に発現したタンパク質の転写調整にある。それらの多くが発生コントロール遺伝子の"gap"（ギャップ）ファミリーに由来するタンパク質生成物である。hunchback、krüppel、giant、tailless、knirpsは全てギャップ遺伝子（gap genes）である。それらの初期胚での発現パターンは母性効果遺伝子の産物により決定され、その様子は左の図に示した。ギャップ遺伝子は分節遺伝子（segmentation genes）と呼ばれる大きなファミリーの一部である。前後軸に沿った胚の分節化ボディープランを確立させるのがこれらの遺伝子である。分節遺伝子は最終的な体節に密接に関連した14の「擬体節」を特定化する。ギャップ遺伝子は分節をコントロールする遺伝子カスケードの第一層である。
ショウジョウバエ初期胚のシンシチウム胚盤葉内で作用するBicoidの様なタンパク質はモルフォゲンといわれる。これら細胞内モルフォゲンは核に入り、ギャップ遺伝子の発現をコントロールする為の転写因子として働く。
ショウジョウバエの形態形成の胞胚期において4タイプの核の特異化がみとめられる：
- 前部（頭部と胸部）
- 後部（腹部）
- 背腹
- 末端（胚の分節化されていない特別な構造）

### 更なる分節遺伝子

ペアルール

更に二つの種類の分節遺伝子がギャップ遺伝子生成物の後に発現する。ペアルール遺伝子（pair-rule genes）は7つの帯が前後軸と垂直の縞状に発現する。（even-skippedの例を見よ）。発現のこれらのパターンがシンシチウム胚盤葉内で確立された後、細胞膜が核の周辺に形成され、シンチウム胚盤葉は細胞性胚盤葉へ変わる。

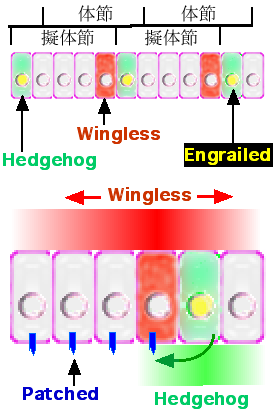
Winglessモルフォゲン

最後の種類の分節遺伝子、セグメントポラリティー遺伝子（segment polarity genes）の発現パターンは隣接した擬体節の細胞との間の相互作用により緻密に調節されている（右のengrailedの例を見よ）。Engrailedタンパク質はそれぞれの擬体節の端の細胞列に発現する転写因子（右図の黄色）である。この発現パターンはシンシチウム胚盤葉でのengrailed遺伝子の転写を調節する転写因子をコードする（even-skippedの様な）ペアルール遺伝子に惹起される。
Engrailedを作る細胞は細胞から細胞へのシグナルタンパク質Hedgehog（右図の緑色）も作りうる。Hedgehogは遠くまで行くことはなく、Engrailedを発現する細胞に隣接した細胞を薄い縞状に活性化させる。Engrailedを発現する細胞の一方の側だけがHedgehogに反応することができる。なぜならその受容体タンパク質であるPatched（右図の青色）を発現しているからである。活性化したPatch受容体を持つ細胞はWinglessタンパク質（図の赤色）を作る。Winglessタンパク質は細胞外モルフォゲンとして作用し、細胞表面の受容体、Frizzledを濃度に応じて活性化し隣接した列の細胞のパターンを決める。
Winglessはまた、細胞性胚盤葉が作られた後のEngrailed発現を安定化させるためEngrailed発現細胞でも作用、HedgehogとWingless相互のシグナリングが各体節の境界を安定にする。Winglessタンパク質には変態における羽の形成の協調の機能もあり、winglessの変異体の一部の表現型には「羽がない」ためにその名がつけられた。
分節遺伝子にコードされた転写因子はまだ他の発生コントロール遺伝子ファミリー、ホメオティック選択遺伝子（homeotic selector genes）を調節する。これらの遺伝子はショウジョウバエの第3染色体の2つの順番になったグループに存在している。その遺伝子の染色体での順番はそれらが胚の前後軸に沿った発現をする順番を反映している。ホメオティック選択遺伝子のAntennapediaグループにはlabial、antennapedia、sex combs reduced、deformed、proboscipediaが含まれる。LabialとDeformedタンパク質は頭部体節で発現して頭部の特徴を決定する遺伝子を活性化する。Sex-combs-reducedとAntennapediaは胸部体節を特徴付ける。ホメオティック選択遺伝子のbithoraxグループは胸部第3体節と腹部の体節を特徴付ける。
1995年に、ノーベル生理学・医学賞はクリスチャーネ・ニュスライン=フォルハルト（Christiane Nüsslein-Volhard）、エドワード・B・ルイス（Edward B. Lewis）、エリック・ヴィーシャウス（Eric Wieschaus）へ初期胚発生の遺伝子コントロールに関する研究で与えられた。胚パターン変異体への遺伝子スクリーニングでの彼らの調査は、bicoidの様なHox遺伝子による初期胚発生での役割を明らかにした。ホメオティック変異の例にいわゆるアンテナペディア変異（antennapedia mutation）がある。ショウジョウバエにおいて触角と肢は同じ基本「プログラム」により作られ、単独の転写因子が異なるだけである。もしこの転写因子が損傷すると、そのハエは触角の代わりに肢が生えてきてしまう。